# Degenhorn
Degenhorn är ett berg i Österrike.   Det ligger i distriktet Lienz och förbundslandet Tyrolen, i den centrala delen av landet, 300 km sydväst om huvudstaden Wien. Toppen på Degenhorn är 2 946 meter över havet.
Terrängen runt Degenhorn är huvudsakligen bergig, men den allra närmaste omgivningen är kuperad. Runt Degenhorn är det ganska glesbefolkat, med 26 invånare per kvadratkilometer.. Närmaste större samhälle är Matrei in Osttirol, 17,7 km nordost om Degenhorn. 
Trakten runt Degenhorn består i huvudsak av gräsmarker.